# Condado de Torre Nueva de Foronda
El condado de Torre Nueva de Foronda es un título nobiliario español creado el 20 de diciembre de 1920 por el rey Alfonso XIII a favor de Mariano de Foronda y González-Bravo, diputado a Cortes, más tarde II marqués de Foronda, II conde de Larrea.
Su denominación hace referencia, además de al apellido del primer titular, a la localidad de Foronda, provincia de Álava, España, actualmente anexionado al municipio de Vitoria.

## Condes de Torre Nueva de Foronda
|                           | Titular                                     | Periodo                   |
| Creación por Alfonso XIII | Creación por Alfonso XIII                   | Creación por Alfonso XIII |
| ------------------------- | ------------------------------------------- | ------------------------- |
| I                         | Mariano de Foronda y González-Bravo         | 1920-1961                 |
| II                        | Manuel de Foronda y Gómez                   | 1964-1969                 |
| III                       | Manuel de Foronda y de Sentmenat            | 1973-2012                 |
| IV                        | María Teresa de Foronda y Torres de Navarra | 2013-hoy                  |

## Historia de los condes de Torre Nueva de Foronda
- Mariano de Foronda y González-Bravo (m. 1961), I conde de Torre Nueva de Foronda, II marqués de Foronda[2] y II conde de Larrea.

Casó con María de las Mercedes Gómez y Uribarri. Le sucedió, en 1964, su hijo:
- Manuel de Foronda y Gómez (m. 1969), II conde de Torre Nueva de Foronda. Le sucedió el hijo de su hermano Luis de Foronda y Gómez, III marqués de Foronda,[2] que casó con María Josefa de Sentmenat y Mercader, por tanto su sobrino:

- Manuel de Foronda y de Sentmenat (1932-2012), III conde de Torre Nueva de Foronda y  IV marqués de Foronda.[2]

Casó en primeras nupcias con María de los Dolores Torres de Navarra, en segundas con María Marta de Foronda y Huergo y en terceras con Margarita Acero Prats. Le sucedió, de su primer matrimonio, su hija:
- María Teresa de Foronda y Torres de Navarra, IV condesa de Torre Nueva de Foronda[3] y V marquesa de Foronda.[4]